# Thausgea lucifer
Thausgea lucifer är en fjärilsart som beskrevs av Pierre E.L. Viette 1966. Thausgea lucifer ingår i släktet Thausgea och familjen nattflyn. Inga underarter finns listade i Catalogue of Life.